# دنیس اسکات براون
دنیس اسکات براون (انگلیسی: Denise Scott Brown؛ زادهٔ ۳ اکتبر ۱۹۳۱) یک معمار اهل ایالات متحده آمریکا است. دنیس اسکات براون همسر و شریک رابرت ونتوری است که هر دو از معماران و نظریه‌پردازان تأثیرگذار قرن بیستم محسوب می‌شوند.

## جنجال پریتزکر
هنگامی که رابرت ونچوری به عنوان برندهٔ جایزه معماری پریتزکر ۱۹۹۱ انتخاب شد، اسکات براون به نشانهٔ اعتراض در مراسم شرکت نکرد.
«بنیاد هایِت» در سال ۱۹۹۱ اعلام کرد جایزه تنها به یک معمار تعلق می‌گیرد، عملی که در سال ۲۰۰۱ با انتخاب ژاک هرزوگ و پیر د مورون تغییر کرد. ضمناً در سال ۱۹۸۸ جایزه به دو دریافت‌کننده داده شد.
در سال ۲۰۱۳، زنان در طراحی، یک سازمان دانشجویی که توسط کارولین اموری جیمز و اریل اسولین-لیشتن در مدرسه عالی طراحی هاروارد رهبری می‌شود دادخواستی را برای اسکات براون آغاز کرد تا سهم او در کار با شریک‌اش رابرت ونتوری به رسمیت شناخته شود. زمانی که جایزه جین درو در سال ۲۰۱۷ به او اعطا شد، اسکات براون به جنجال پریتزکر و دادخواست بعدی اشاره کرد و گفت: "من بسیار تحت تأثیر دادخواست پریتزکر قرار گرفتم - و در نهایت این جایزه من است. ۲۰۰۰۰ نفر از سراسر جهان نوشتند و هر یک از آن‌ها من را دنیس صدا کردند.